# Шталек (замок, Баден-Вюртемберг)
Шталек (нем. Burg Stahleck) — руины средневекового замка примерно в двух километрах к северо-западу от церкви коммуны Санкт-Йоханн в районе Ройтлинген в земле Баден-Вюртемберг, Германия.

## Описание

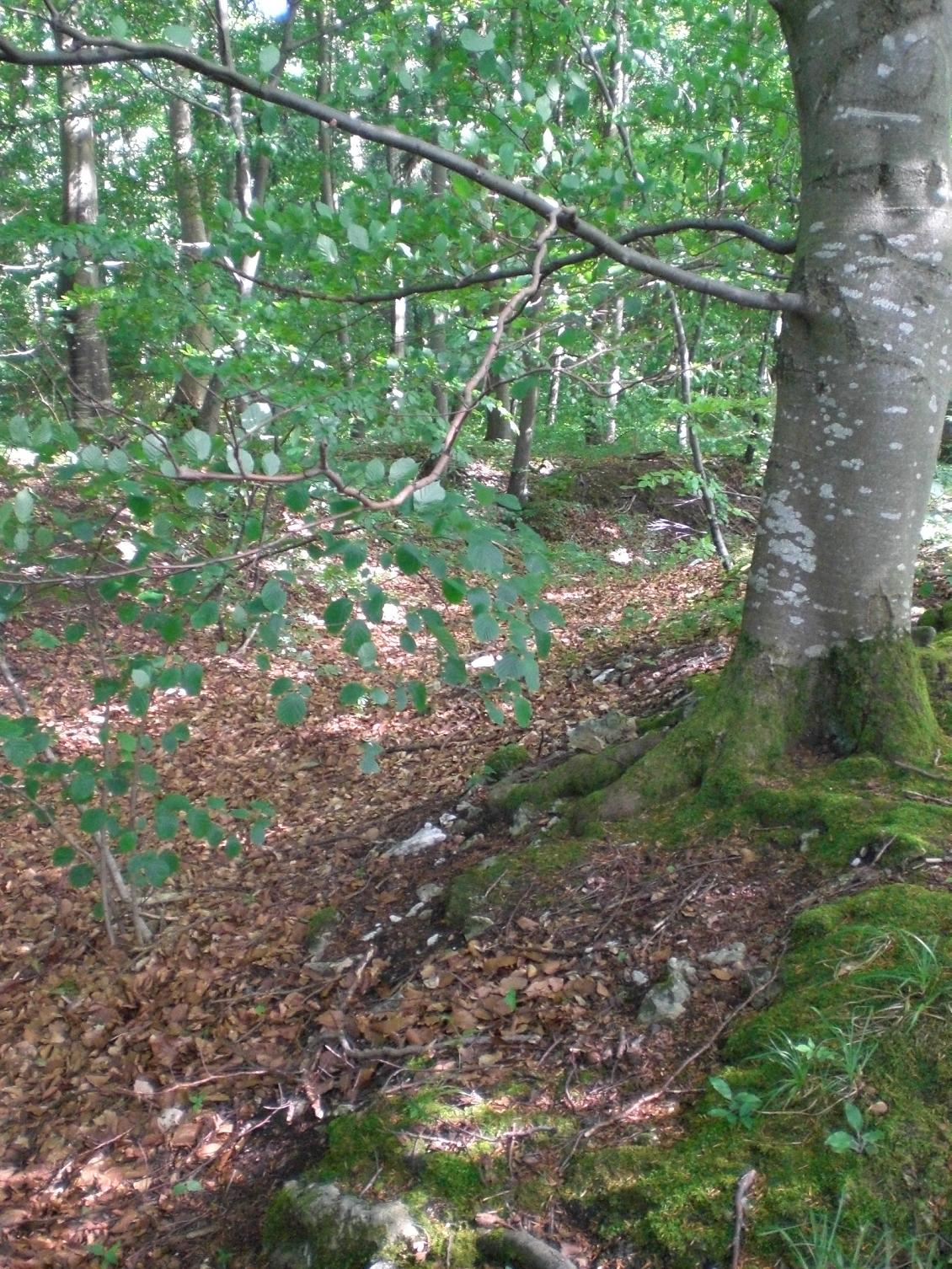
Остатки замкового рва

Давно заброшенные строения располагались на вершине холма на высоте 711 метров над уровнем моря в горном массиве Швабский Альб. Замок доминировал над долиной реки Эхаз. По своему типу принадлежал в замкам на вершине. Комплекс был обнесён кольцевой стеной и рвом. В настоящее время от замка остались только груды камней и остатки рвов.

## История
Замок впервые косвенно упоминается в документах 1254 года. О существовании крепости уже в это время свидетельствует имя Конрада фон Шталека. Возможно, замок входил в состав владений семьи фон Грайфенштайн. Однако, поскольку так как комплекс не был разрушен вместе с другими замками рода Грайфенштайн во время Имперской войны 1311 года, то надёжных подтверждений этой информации не имеется.